# سپاه اطلاعات نظامی
سپاه اطلاعات نظامی (انگلیسی: Military Intelligence Corps) شاخه اطلاعاتی نیروی زمینی ایالات متحده آمریکا است. ماموریت اصلی اطلاعات نظامی در ارتش ایالات متحده، ارائه اطلاعات به موقع، مرتبط، دقیق و هماهنگ و پشتیبانی جنگ الکترونیک به فرماندهان در سطح تاکتیکی، عملیاتی و استراتژیک است. بخش‌های اطلاعاتی ارتش، اطلاعات را هم برای استفاده ارتش و هم برای به اشتراک گذاشتن در سراسر جامعه اطلاعاتی ملی تولید می‌کنند. 
پرسنل اطلاعاتی از زمان تأسیس اولیه ارتش قاره‌ای در سال ۱۷۷۶ بخشی از آن بودند. فرم کنونی سپاه اطلاعات نظامی در سال ۱۸۶۳ شکل گرفت. ستاد فرماندهی سپاه اطلاعات نظامی در فورت هواچوکا، آریزونا قرار دارد. این سپاه در تمامی جنگ‌هایی که نیروهای مسلح آمریکا در آنها شرکت داشته، حضور داشته است.